# 马加尔
马加尔，是中世纪金帐汗国一個城市，它是伏尔加河-烏拉尔河,高加索至黑海之间的主要贸易路线。1311年自己发行銭幣，1395年此城被帖木儿摧毁。
这城有浴室，水管与作坊。现遗址在布瓊諾夫斯克，斯塔夫罗波尔边疆区。这里也有可萨汗國的宮殿。